# Quyền LGBT ở Síp
Quyền đồng tính nữ, đồng tính nam, song tính và chuyển giới (tiếng Hy Lạp: λεσβία, ομοφυλόφιλος, αμφιφυλόφιλος και τρανς; tiếng Thổ Nhĩ Kỳ: lezbiyen, gey, biseksüel ve transgender) ở Síp có thể phải đối mặt với những thách thức pháp lý mà những người không phải LGBT không gặp phải. Cả hoạt động tình dục đồng giới nam và nữ đều hợp pháp trong Síp và kết hợp dân sự đã hợp pháp kể từ tháng 12 năm 2015.
Theo truyền thống, Giáo hội Chính thống Hy Lạp bảo thủ xã hội đã có một ảnh hưởng đáng kể đối với dư luận và chính trị khi nói đến quyền LGBT. Tuy nhiên, do Síp tìm kiếm thành viên trong Liên minh châu Âu, nó đã phải thay đổi luật nhân quyền, bao gồm luật về khuynh hướng tình dục và bản dạng giới. Thái độ đối với các thành viên của cộng đồng LGBT cũng đang phát triển và ngày càng trở nên chấp nhận và khoan dung hơn.

## Luật về hoạt động tình dục đồng giới
Mặc dù được quản lý bởi Đế quốc Anh từ năm 1878, Síp vẫn chính thức là một phần của Đế chế Ottoman cho đến năm 1914, khi nó bị Đế quốc Anh sáp nhập sau quyết định của Thổ Nhĩ Kỳ Ottoman bên cạnh Đức trong Chiến tranh thế giới thứ nhất. Ngay cả khi đó, Síp không được chính thức tuyên bố bởi Đế quốc Anh cho đến năm 1925, sau khi công nhận quyền sở hữu hòn đảo này của Anh bởi Cộng hòa Thổ Nhĩ Kỳ thông qua Hiệp ước Lausanne, được ký bởi Anh và Thổ Nhĩ Kỳ 1923. Cho đến thời điểm này, luật pháp Ottoman có hiệu lực về mặt kỹ thuật trên đảo, mặc dù được quản lý bởi các quan chức thực dân địa phương và Anh, và liên quan đến đồng tính luyến ái, luật pháp Thổ Nhĩ Kỳ Ottoman đã được tự do hóa vào năm 1858, khi nó không còn là một tội hình sự trong suốt đế chế Ottoman.
Mặc dù Anh nắm quyền sở hữu hợp pháp hoàn toàn đối với Síp vào năm 1925, nhưng luật pháp Ottoman không chính thức được thay thế trên đảo cho đến năm 1929, khi sự khoan dung hợp pháp của Ottoman đối với đồng tính luyến ái cuối cùng đã chấm dứt, với sự hợp nhất của Đạo luật sửa đổi luật hình sự năm 1885 của Anh]  thành luật Síp. Lần đầu tiên kể từ năm 1858, điều này khiến đồng tính luyến ái nam trở thành một hành vi tội phạm ở Síp. Đồng tính luyến ái nữ không được công nhận hoặc đề cập trong luật.
Với sự độc lập khỏi Anh vào năm 1960, Síp đã giữ lại toàn bộ luật thuộc địa của Anh trên đảo, với các phần có liên quan của  Đạo luật sửa đổi luật hình sự năm 1885 'trở thành điều khoản 171 đến 174 của Chương 154 của Bộ luật hình sự Síp. Các bài báo được thử thách lần đầu tiên vào năm 1993, khi Alexandros Modinos, một kiến trúc sư người Síp và nhà hoạt động vì quyền đồng tính đã thắng kiện tại tòa án pháp lý chống lại Chính phủ Síp, được gọi là  Modinos v. Síp , tại Tòa án Nhân quyền Châu Âu. Tòa án phán quyết rằng Đoạn 171 Bộ luật hình sự của Cộng hòa Síp đã vi phạm quyền sống riêng tư của Modinos, được bảo vệ theo Công ước châu Âu về quyền con người, một thỏa thuận quốc tế được Síp phê chuẩn năm 1962.
Bất chấp phán quyết hợp pháp, Síp đã không chính thức sửa đổi Bộ luật hình sự của mình để tuân thủ phán quyết cho đến năm 1998, khi không làm như vậy đồng nghĩa với việc mất tư cách thành viên trong Liên minh châu Âu. Ngay cả khi đó, tuổi đồng ý cho hành vi đồng tính luyến ái đã được đặt ở tuổi mười tám, trong khi đó đối với hành vi tình dục khác giới là ở tuổi mười sáu. Bên cạnh độ tuổi đồng ý không đồng đều, Bộ luật hình sự sửa đổi cũng biến nó thành một tội ác để "thúc đẩy" đồng tính luyến ái, được sử dụng để hạn chế phong trào quyền LGBT.
Năm 2000, lệnh cấm phân biệt đối xử "thúc đẩy" đồng tính luyến ái đã được dỡ bỏ và tuổi đồng ý được cân bằng vào năm 2002. Ngày nay, tuổi đồng ý phổ quát là mười bảy. Hành vi tình dục xảy ra ở nơi công cộng, hoặc với trẻ vị thành niên, phải chịu án tù 5 năm.
Ở Bắc Síp, các đại biểu Síp Thổ Nhĩ Kỳ đã thông qua một sửa đổi vào ngày 27 tháng 1 năm 2014, bãi bỏ một đạo luật thời thuộc địa trừng phạt các hành vi đồng tính luyến ái lên đến năm năm. Đó là lãnh thổ cuối cùng ở châu Âu để coi thường quan hệ tình dục giữa những người đàn ông trưởng thành đồng ý. Đáp lại vote Lưu trữ ngày 1 tháng 7 năm 2015 tại Wayback Machine, Paulo Corte-Real từ Hiệp hội đồng tính nữ, đồng tính nam, song tính, chuyển giới và chuyển giới quốc tế, một nhóm ủng hộ quyền, nói rằng "Chúng tôi hoan nghênh bỏ phiếu ngày hôm nay và cuối cùng có thể gọi châu Âu là một lục địa hoàn toàn không có luật hình sự hóa đồng tính luyến ái".

## Dư luận
Hầu hết công dân Síp là thành viên của Nhà thờ Chính thống Cộng hòa Síp, người phản đối quyền LGBT. Năm 2000, một Thượng nghị sĩ Thánh phải triệu tập để điều tra những tin đồn rằng Giám mục Athansassios của Limassol đã có mối quan hệ đồng tính luyến ái trong khi một tu sĩ mới làm quen. Các khoản phí cuối cùng đã được giảm.
Một cuộc khảo sát năm 2006 cho thấy 75% người Síp không chấp nhận đồng tính luyến ái, và nhiều người nghĩ rằng nó có thể được "chữa khỏi". Năm 2006 E.U. cuộc thăm dò cho thấy chỉ có 14% người Síp ủng hộ hôn nhân đồng giới, 10% cũng ủng hộ việc nhận con nuôi.
Tuy nhiên, tình hình đã thay đổi nhanh chóng chỉ trong vài năm, với một cuộc khảo sát năm 2014 cho thấy 53,3% công dân Síp nghĩ rằng các kết hợp dân sự nên hợp pháp.
Eurobarometer 2015 cho thấy 37% người Síp nghĩ rằng hôn nhân đồng giới nên được cho phép trên khắp châu Âu, 56% người chống lại.

## Bảng tóm tắt
| Hoạt động tình dục đồng giới hợp pháp                                                                                       | (Từ năm 1998)                            |
| Độ tuổi đồng ý | (Từ năm 2002)                            |
| Luật chống phân biệt đối xử chỉ trong việc làm                                                                              | (Từ năm 2004)                            |
| Luật chống phân biệt đối xử trong việc cung cấp hàng hóa và dịch vụ                                                         | (Từ năm 2013)                            |
| Luật chống phân biệt đối xử trong tất cả các lĩnh vực khác (bao gồm phân biệt đối xử gián tiếp, ngôn từ kích động thù địch) | (Từ năm 2013)                            |
| Ngôn từ kích động thù địch dựa trên xu hướng tính dục và bản dạng giới bị cấm                                               | (Từ năm 2015)                            |
| Tội phạm kì thị dựa trên xu hướng tính dục và bản dạng giới bị cấm                                                          | (Từ năm 2015)                            |
| Hôn nhân đồng giới | No                                       |
| Công nhận các cặp đồng giới (ví dụ: kết hợp dân sự.)                                                                        | (Từ năm 2015)                            |
| Con nuôi của các cặp vợ chồng đồng giới                                                                                     | No                                       |
| Con nuôi chung của các cặp đồng giới                                                                                        | No                                       |
| Người LGBT được phép phục vụ trong quân đội                                                                                 | [ 13 ]                                   |
| Quyền thay đổi giới tính hợp pháp                                                                                           | (Đề xuất)                                |
| Truy cập IVF cho đồng tính nữ và làm cha mẹ tự động cho cả hai vợ chồng sau khi sinh                                        | No                                       |
| Liệu pháp chuyển đổi bị cấm ở trẻ vị thành niên                                                                             | No                                       |
| Mang thai hộ thương mại cho các cặp đồng tính nam                                                                           | (Cấm cho các cặp đôi khác giới cũng vậy) |
| NQHN được phép hiến máu |                                          |